# Sympherobius ariasi
Sympherobius ariasi là một loài côn trùng trong họ Hemerobiidae thuộc bộ Neuroptera. Loài này được Penny & Monserrat miêu tả năm 1985.